# Caslino d’Erba
Caslino d’Erba – miejscowość i gmina we Włoszech, w regionie Lombardia, w prowincji Como.
Według danych na rok 2004 gminę zamieszkiwało 1714 osób, 244,9 os./km².